# Flotsam and Jetsam
Flotsam and Jetsam – zespół powstały w 1983 roku w Phoenix, Arizona. Zaliczany jest do nurtu thrash metal.

## Muzycy
Obecny skład zespołu
- Eric A. ('A.K.') Knutson – śpiew (od 1983)
- Michael Gilbert – gitara (1985-1997, od 2010)[3]
- Mark Simpson – gitara (od 1997)
- Michael Spencer – gitara basowa (1987-1988, od 2014)
- Ken Mary – perkusja (od 2017)

Byli członkowie zespołu
- Ed Carlson – gitara (1983-2010)
- James Rivera – śpiew (2001)
- Kevin Horton – gitara (1982-1983)
- Mark Vazquez – gitara (1982-1984)
- Jason Newsted – gitara basowa (1982-1986)
- Phil Rind – gitara basowa (1986)
- Michael Spencer – gitara basowa (1987)
- Troy Gregory – gitara basowa (1987-1991)
- Kelly David Smith – perkusja (1982-1997, 2011-2014)[4]
- Craig Nielsen – perkusja (1997-2011)
- Jason Bittner – perkusja (2014-2017)[5]
- Jason Ward – gitara basowa (1991-2013)

## Dyskografia

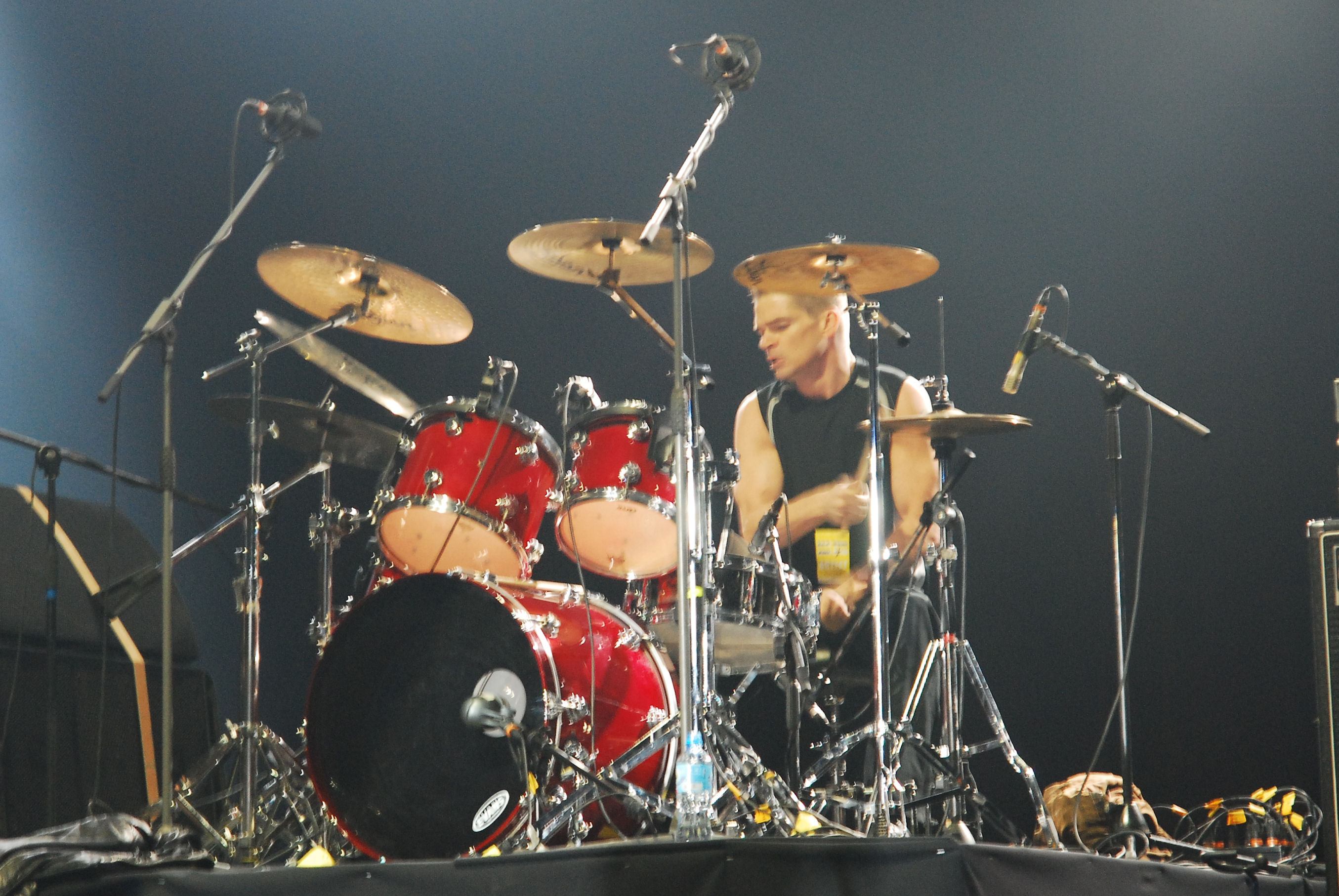
Craig Nielsen podczas koncertu na festiwalu Metalmania 8 marca 2008 roku w Katowicach

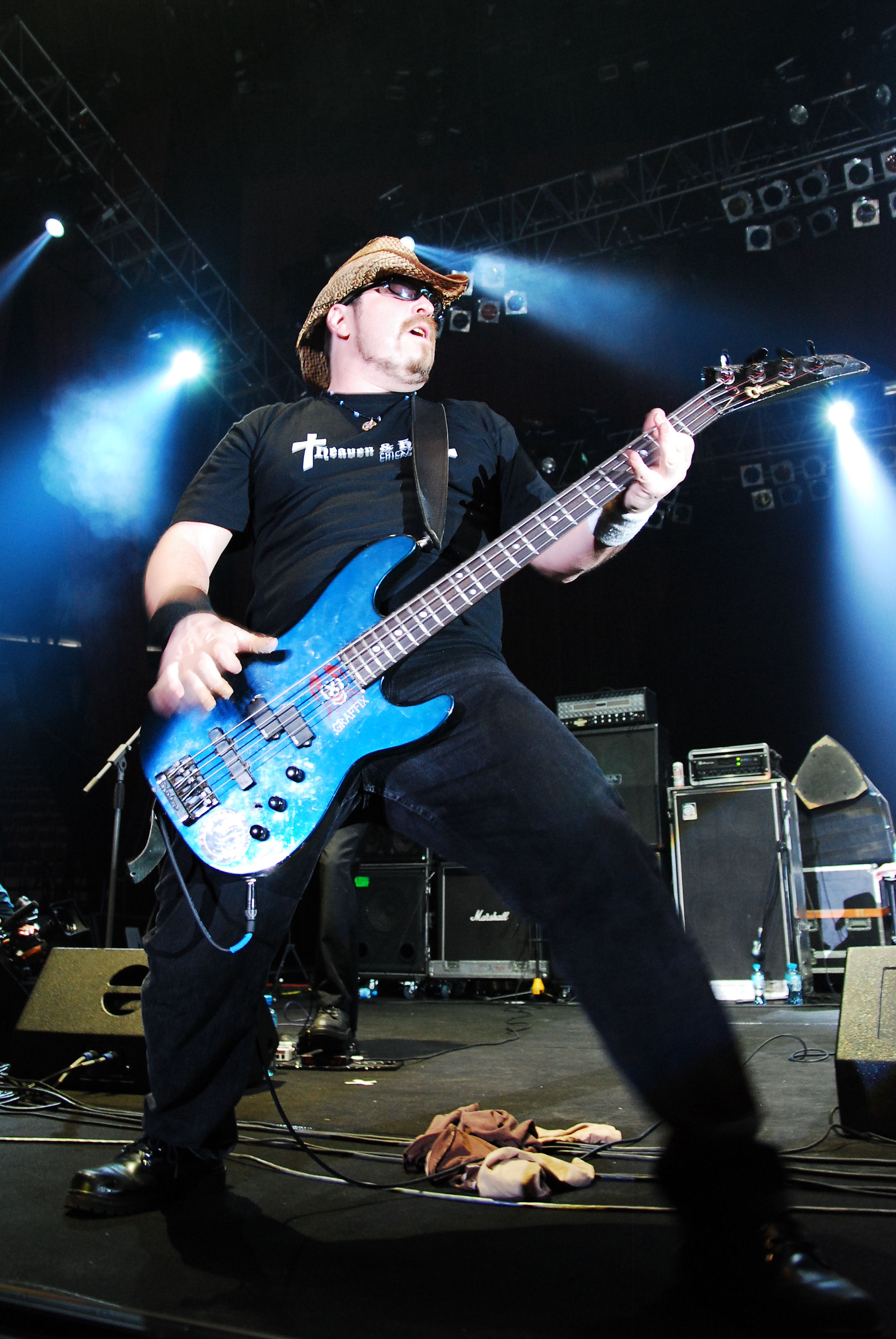
Jason Ward podczas koncertu na festiwalu Metalmania 8 marca 2008 roku w Katowicach

### Albumy
- Doomsday for the Deceiver (1986)
- No Place for Disgrace (1988)
- When the Storm Comes Down (1990)
- Cuatro (1992)
- Drift (1995)
- High (1997)
- Unnatural Selection (1999)
- My God (2001)
- Dreams of Death (2005)
- The Cold (2010)[6]
- Ugly Noise (2012)
- Flotsam and Jetsam (2016)[7]
- The End of Chaos (2019)
- Blood in the Water (2021)

### Single/EP
- Flotzilla (1987)
- Saturday Night's Alright for Fighting (1988)
- Suffer the Masses (1990)
- The Master Sleeps (1990)
- Never to Reveal (1992)
- Swatting at Flies (1992)
- Wading Through the Darkness (1992)
- Cradle Me Now (1992)
- Smoked Out (1995)
- Blindside (1995)
- Destructive Signs (1995)

## Wideografia
- Live in Phoenix (2004)
- Live in Japan (2006)